# Black Moth
Black Moth ("Mariposa Preta") é uma banda inglesa de stoner rock de Leeds. Os integrantes citam Black Sabbath, The Stooges, Mastodon, Red Fang, Pissed Jeans, Drunk in Hell, Kvelertak, Uncle Acid & the Deadbeats, Turbowolf, Blacklisters, Nick Cave and the Bad Seeds, Swans, Bo Ningen, Cabra and Arabrot e L7 como influências.
A banda lançou dois álbuns, ambos produzidos por Jim Sclavunos (Grinderman, Nick Cave e os Bad Seeds). Inicialmente um quarteto, o grupo ganhou um quinto membro em 2014: o guitarrista Nico Carew. Em 2015, contudo, ele deixou o grupo para focar em sua outra banda, X-Ray Cat Trio, e foi subsequentemente substituído por Federica Gialanze. Seu segundo álbum, Condemned to Hope, teve sua capa criada por Roger Dean. Recebeu críticas mistas a positivas em sites de renome como TeamRock, Prog e PopMatters.
Em setembro de 2019, a banda anunciou o fim de suas atividades, com um show de despedida marcado para o dia 6 de dezembro do mesmo ano.

## Discografia

### Álbuns
- The Killing Jar (2012)
- Condemned to Hope (2014)
- Anatomical Venus (2018)

### Singles
- "The Articulate Dead" (2010)
- "Black Moth" / "XM-3A" (single split, 2011)
- "Savage Dancer" / "Tree of Woe" (2013)

## Membros
- Harriet Hyde - vocais (2010-atualmente)
- Federica Gialanze - guitarras (2015-atualmente)
- Jim Swainston - guitarras (2010-atualmente)
- Dave Vachon - baixo (2010-atualmente)
- Dom McCready - bateria (2010-atualmente)

### Ex-membros
- Nico Carew - guitarras (2014-2015)